# Sloan Privat
Sloan Privat (Cayenne, Guayana Francesa, 24 de julio de 1989) es un futbolista de Guayana Francesa que juega en la posición de delantero con el US Pont-de-Roide del Championnat National 3 de Francia. Es hermano del también futbolista Stéphane Privat.

## Carrera

### Club
| Periodo   | Club                     |
| --------- | ------------------------ |
| 2007–2013 | FC Sochaux               |
| 2010–2011 | → Clermont Foot (cedido) |
| 2013–2016 | KAA Gent                 |
| 2014–2015 | → SM Caen (cedido)       |
| 2015–2016 | → EA Guingamp (cedido)   |
| 2016–2017 | EA Guingamp              |
| 2018      | Valenciennes FC          |
| 2019      | Osmanlıspor              |
| 2019–2020 | FC Sochaux               |
| 2021      | FC Bourg-Péronnas        |
| 2023      | FC Bassin d'Arcachon     |
| 2024–     | US Pont-de-Roide         |

### Selección nacional
A nivel de selecciones menores representó a Francia en la categoría sub-21 en una ocasión en 2011 donde anotó un gol. Jugó con Guayana Francesa en 11 ocasiones de 2015 a 2023 y anotó siete goles; participó en la Copa de Oro de la Concacaf 2017.
| #  | Fecha     | Sede                                                       | Rival     | Marcador | Resultado | Torneo                                                |
| -- | --------- | ---------------------------------------------------------- | --------- | -------- | --------- | ----------------------------------------------------- |
| 1. | 25-3-2015 | Stade Municipal Dr. Edmard Lama, Cayenne, Guayana Francesa | Honduras  | 2–1      | 3–1       | Clasificación para la Copa de Oro de la Concacaf 2015 |
| 2. | 25-3-2015 | Stade Municipal Dr. Edmard Lama, Cayenne, Guayana Francesa | Honduras  | 3–1      | 3–1       | Clasificación para la Copa de Oro de la Concacaf 2015 |
| 3. | 9-11-2016 | Stade Sylvio Cator, Port-au-Prince, Haití                  | Haití     | 1–2      | 5–2       | Clasificación para la Copa de Oro de la Concacaf 2017 |
| 4. | 9-11-2016 | Stade Sylvio Cator, Port-au-Prince, Haití                  | Haití     | 2–2      | 5–2       | Clasificación para la Copa de Oro de la Concacaf 2017 |
| 5. | 9-11-2016 | Stade Sylvio Cator, Port-au-Prince, Haití                  | Haití     | 3–2      | 5–2       | Clasificación para la Copa de Oro de la Concacaf 2017 |
| 6. | 26-6-2017 | Stade Pierre-Aliker, Fort-de-France, Martinica             | Martinica | 1–0      | 1–0       | Copa del Caribe de 2017                               |
| 7. | 7-7-2017  | Red Bull Arena, Harrison, Estados Unidos                   | Canadá    | 2–3      | 2–4       | Copa de Oro de la Concacaf 2017                       |

## Logros

### Club
- Copa Gambardella (1): 2017

### Individual
- Equipo Ideal de la Ligue 2 en 2010/11.